# Capilla de Nama
La capilla de la Santa Cruz de Nama, también denominada Capilla Peruana, es un templo católico y monumento histórico erigido en honor a la Santa Cruz de Mayo, y que está localizado en el pueblo de Nama, al interior de la comuna de Camiña, Región de Tarapacá, Chile.
Pertenece al conjunto de monumentos nacionales de Chile desde el año 2008 en virtud del Decreto exento 3498 del 24 de noviembre del mismo año; se encuentra en la categoría «Monumentos Históricos».

## Historia

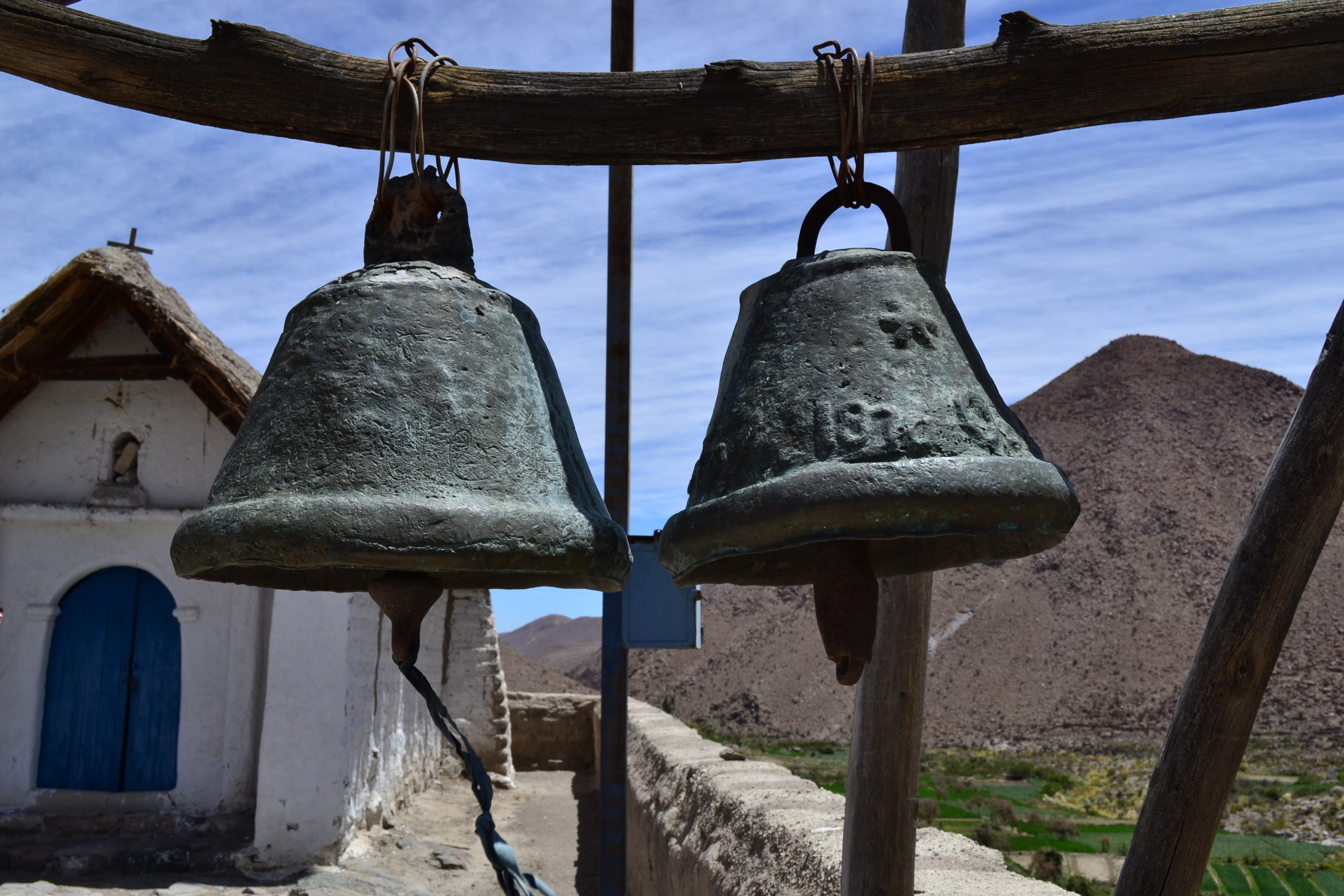
Vista de las campanas de la capilla de Nama.

La capilla está hecha a base de adobe, y se estructura con una única nave principal, que contiene un altar mayor. Su construcción probablemente se remonta al año 1856, y se ubica en el sector fundacional de Nama.
La superficie protegida considera un total de 2931,67 m², mientras que la capilla ocupa un espacio de 35,38 m² sobre un polígono de 19,2 x 9,3 m; «su cubierta conserva el diseño original de dos aguas realizada en barro y paja, la que al quedar descubierta puede ser vista tanto al interior como al exterior de la capilla».
Esta edificación se sitúa a 3013 m s. n. m. en la Quebrada de Suca, 240 km al noreste de Iquique. Pertenece a un grupo de templos católicos agrupados bajo la denominación «Iglesias del Altiplano», los que se buscan postular al Patrimonio Mundial de la UNESCO.
Por otro lado, durante el año 2010 el Gobierno de Chile decidió llevar adelante un proyecto de restauración para subsanar los daños ocasionados por el terremoto de Tarapacá de 2005, y que incluía también a la iglesia ubicada en el sector del pueblo de Nama denominado «pueblo nuevo»; el anteproyecto de restauración se remonta al mes de junio de 2010.